# Gabino Diego
Gabino Diego, né à Madrid le 18 septembre 1966, est un acteur espagnol. 

## Biographie
Découvert dans les années 1980 dans des films de réalisateurs de la trempe de Jaime Chávarri, Fernando Fernán Gómez ou José Luis Cuerda, il donne ses trois interprétations les plus marquantes au début des années 1990 : dans le rôle de Gustavete dans ¡Ay, Carmela! de Carlos Saura, qui lui vaut un Goya du meilleur acteur dans un second rôle et une nomination aux Prix du cinéma européen, dans celui du roi Philippe IV d'Espagne dans Le Roi ébahi d'Imanol Uribe, puis dans celui de Juanito dans Belle Époque de Fernando Trueba. Sa célébrité s'est ensuite diluée.

## Filmographie
- 1984 : Les bicyclettes sont pour l'été (Las bicicletas son para el verano) de Jaime Chávarri - Luisito
- 1986 : El viaje a ninguna parte de Fernando Fernán Gómez - Carlos Piñeiro
- 1989 : Amanece, que no es poco de José Luis Cuerda - représentant américain
- 1990 : ¡Ay, Carmela! de Carlos Saura - Gustavete
- 1991 : Le Roi ébahi (El rey pasmado) d'Imanol Uribe - Philippe IV d'Espagne
- 1992 : Belle Époque de Fernando Trueba - Juanito
- 1996 : Two Much de Fernando Trueba - Manny
- 1996 : L'amour nuit gravement à la santé (El amor perjudica seriamente la salud) de Manuel Gómez Pereira - Santi jeune
- 1998 : Torrente, le bras gauche de la loi (Torrente, el brazo tonto de la ley) de Santiago Segura - braqueur
- 2001 : Torrente 2: Misión en Marbella de Santiago Segura - Cuco
- 2015 : Le Royaume de sang (Águila Roja) - Bernardo
- 2016 : Nuestros amantes de Miguel Ángel Lamata - Jorge